# Brachypodium ambrosii
Brachypodium ambrosii är en gräsart som beskrevs av fader Sennen. Brachypodium ambrosii ingår i släktet skaftingar, och familjen gräs. Inga underarter finns listade i Catalogue of Life.